# مارتا برونت
مارتا برونِت (به اسپانیایی: Marta Brunet)‏ (۹ اوت ۱۸۹۷ – ۲۷ اکتبر ۱۹۶۷) دیپلمات و نویسنده اهل شیلی بود.